# Dzilam deBravo
Dzilam deBravo là một đô thị thuộc bang Yucatán, México. Năm 2005, dân số của đô thị này là 2248 người.